# Raúl Lozano

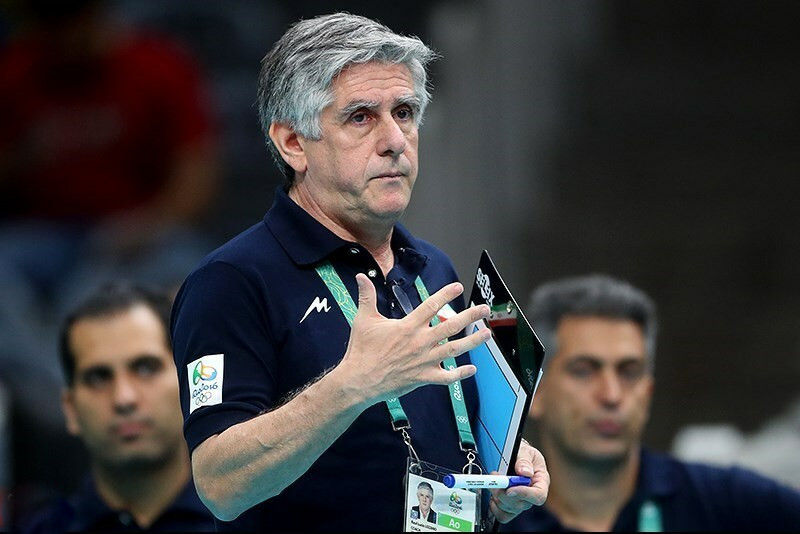
Raúl Lozano (2016)

Raúl Lozano (* 3. September 1956 in La Plata, Argentinien) ist ein argentinischer Volleyballtrainer, der unter anderem von 2009 bis 2011 Bundestrainer der deutschen Volleyballnationalmannschaft der Männer war.

## Karriere
Raúl Lozano war seit 1981 Trainer zahlreicher Volleyball-Männermannschaften in seinem Heimatland Argentinien und seit 1988 in Italien. Parallel dazu trainierte er in den 1990er Jahren zeitweise die spanische Männer-Nationalmannschaft. Von 2005 bis 2008 war er Trainer der polnischen Männer-Nationalmannschaft, mit der er 2006 in Japan Vizeweltmeister wurde. Von 2009 bis 2011 war er Trainer der deutschen Männer-Nationalmannschaft.
Nach dem schwachen Abschneiden der deutschen Mannschaft bei der Volleyball-EM 2011 (15. Platz) entschied die DVV-Führung kurz vor dem Vorqualifikationsturnier für die Olympischen Spiele 2012 in Tourcoing, sich von Lozano, dessen Vertrag eigentlich bis 2012 lief, zu trennen und das Team vorläufig durch Junioren-Nationaltrainer Stewart Bernard, Co-Trainer Ralph Bergmann und den verletzten Nationalspieler Stefan Hübner betreuen zu lassen.
2016 trainierte Lozano die iranische Männer-Nationalmannschaft und von 2017 bis 2019 die chinesische Männer-Nationalmannschaft.
Seine Trainerstationen im Einzelnen:
1981–1982 Trainer Gimnasia & Esgrima/ARG

1982–1984 Trainer Obras Sanitarias/ARG

1984–1987 Trainer Ferrocarril Oeste/ARG

1988–1989 Co-Trainer Rex Pordenone/ITA (A2)

1989–1990 Trainer Cedisa Salerno/ITA (A2)

1991–1992 Trainer Olio Venturi Spoleto/ITA (A1)

1992–1994 Trainer Misura Milano/Milan Volley (A1)

1994–1996 Trainer der spanischen Männer-Nationalmannschaft

1997–1998 Trainer Lube Banca Marche Macerata/ITA (A1)

1998–2000 Trainer Iveco Palermo/ITA (A1)

1999–2000 Trainer der spanischen Männer-Nationalmannschaft

2000–2001 Trainer Sisley Treviso/ITA (A1)

2002–2003 Trainer Iraklis Thessaloniki/GRE

2003–2005 Trainer Lube Macerata/ITA (A1)

2005–2008 Trainer der polnischen Männer-Nationalmannschaft

2009–2011 Trainer der deutschen Männer-Nationalmannschaft

2016–2017 Trainer der iranischen Männer-Nationalmannschaft

2017–2019 Trainer der chinesischen Männer-Nationalmannschaft

## Größte Erfolge als Trainer
Vereine
Argentinischer Meister 1987

Südamerika-Meister 1987

Europapokal der Pokalsieger 1993

Weltpokalsieger 1994

Europapokal CEV-Pokal 1999

Italienischer Meister 2001
Nationalmannschaften
Silbermedaille Universiade Suzuka 1995

4. Platz World Cup 1999

5. Platz Weltliga 1999 und 2008

9. Platz Olympische Spiele Sydney 2000

4. Platz Weltliga 2005 und 2007

2. Platz Weltmeisterschaften Japan 2006

5. Platz Olympische Spiele Peking 2008

## Privates
Der Volleyball-Trainer Raúl Lozano ist verheiratet und hat ein Kind. Seine Hobbys sind Tauchen, Angeln und Zeit in der Natur zu verbringen.